# 릴라 아빌레스
릴라 아빌레스(Lila Avilés, 1982년 ~ )는 멕시코의 영화 감독, 연극 감독, 배우이다.

## 작품 목록
- La fertilidad de la tierra (2016, 단편 다큐)
- 데자뷰 (2016, 단편)
- Nena (2017, 단편 다큐)
- 메이드 (2019)
- Eye Two Times Mouth (2023, 단편)
- 토템 (2023)